# Ditrema temminckii
Ditrema temminckii är en fiskart som beskrevs av Bleeker, 1853. Ditrema temminckii ingår i släktet Ditrema och familjen Embiotocidae.

## Underarter
Arten delas in i följande underarter:
- D. t. pacificum
- D. t. temminckii